# Tovarpasjön
Tovarpasjön är en sjö i Falköpings kommun i Västergötland och ingår i Göta älvs huvudavrinningsområde. Sjön ligger mitt på Hjortemosse nordväst om tätorten Kinnarp. Mossen är utdikad och bär spår av torvbrytning. Flertalet älgtorn är utplacerade runt i skogen som omger sjön. Omgivningarna präglas av jordbruk.

## Externa länkar

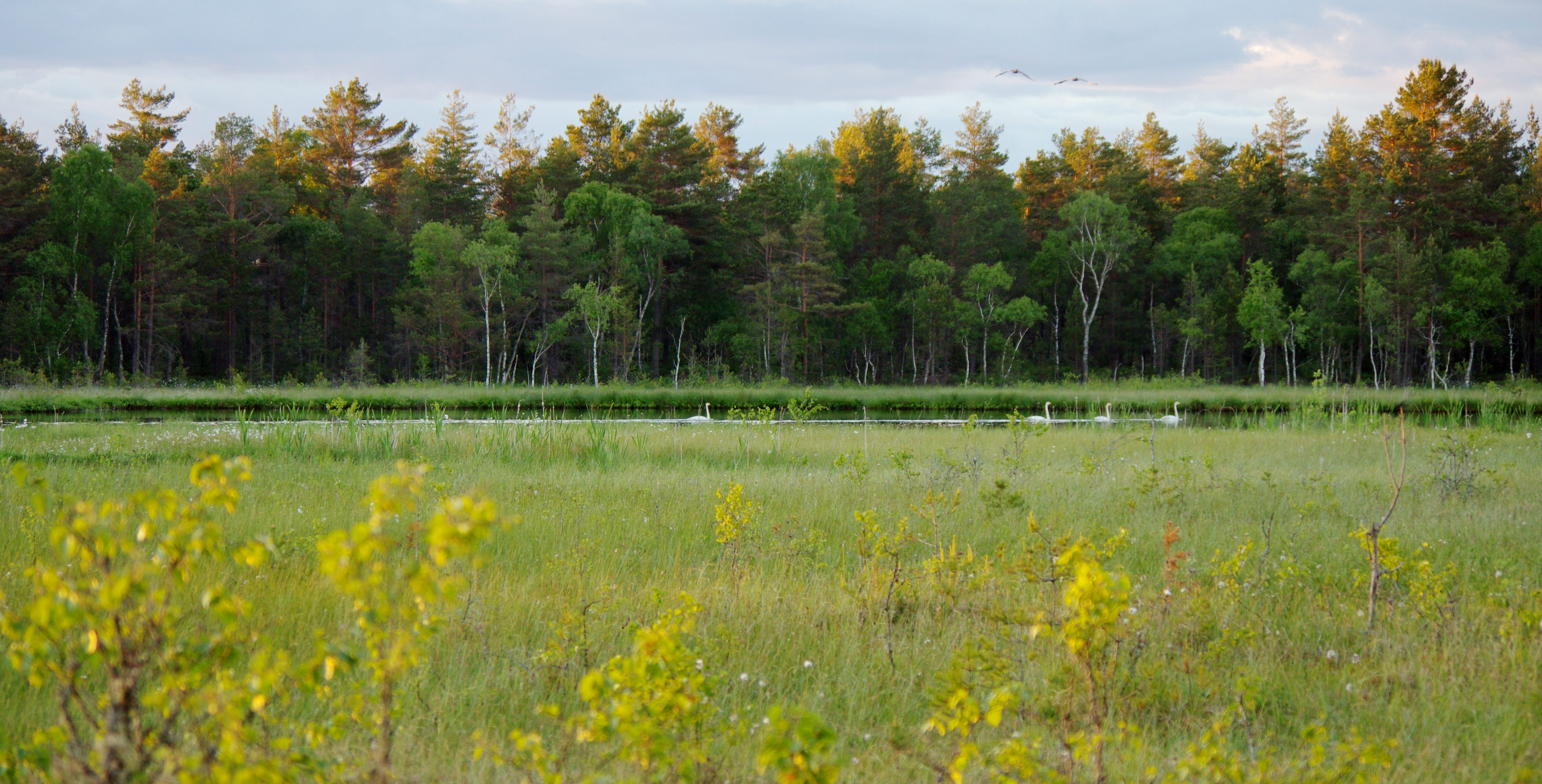
Tovarpasjön i skymningen med sångsvanar och två tranor.